# بخش سرشیو (مریوان)

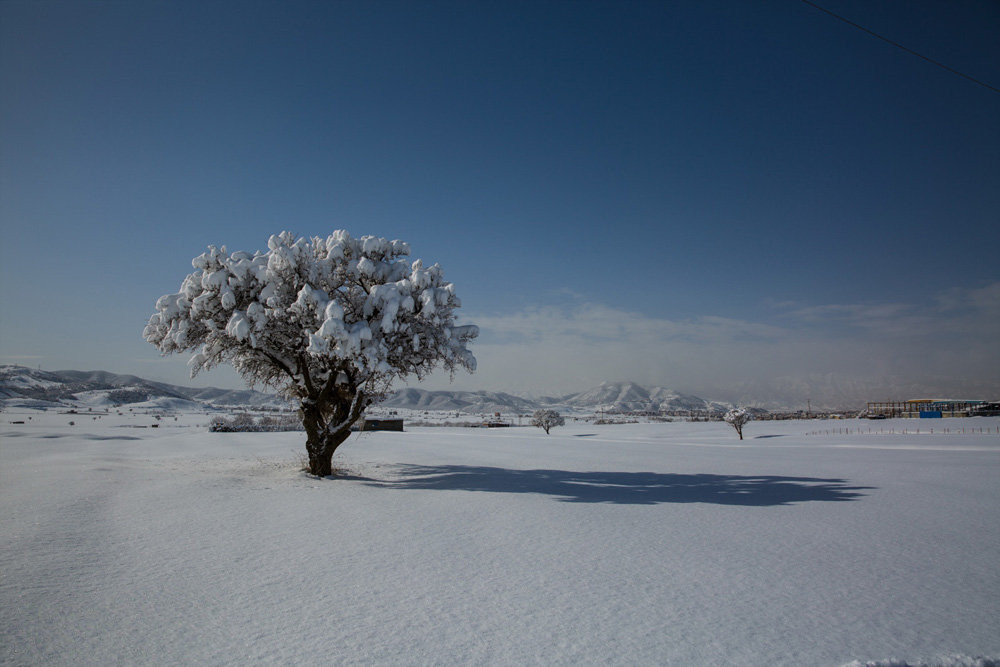
بلکر از روستاهای بخش سرشیو

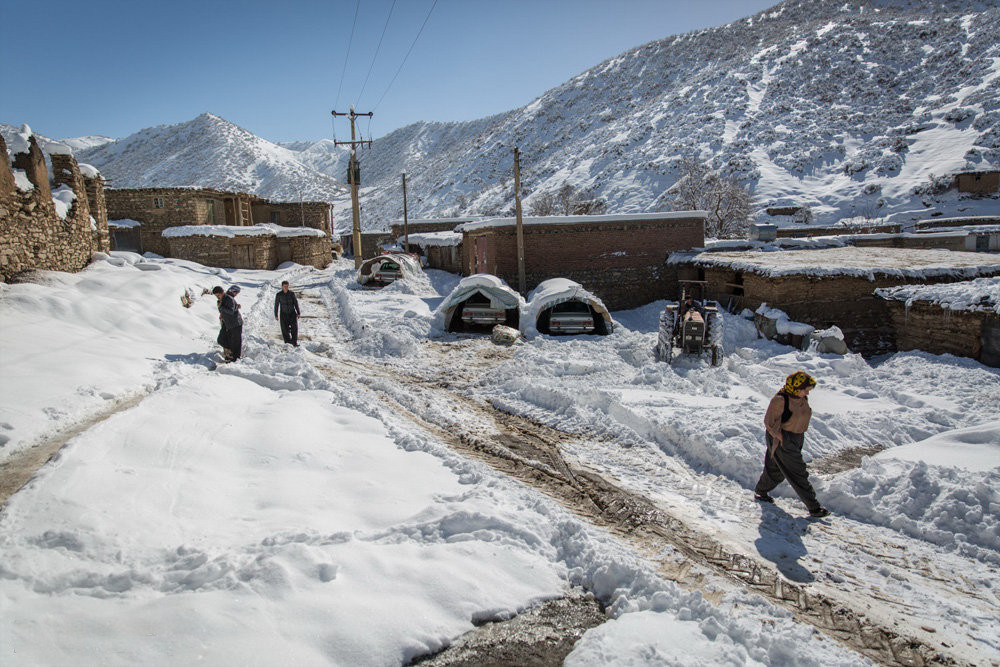
بلکر از روستاهای بخش سرشیو

بخش سرشیو (کردی: Serşîw) یکی از بخش‌های شهرستان مریوان در استان کردستان در غرب ایران است.
در تاریخ ۱۸ مرداد ۱۴۰۲ مرکز بخش سرشیو به چناره منتقل شد .

## تقسیمات کشوری
- بخش سرشیو
  - دهستان سرشیو
  - دهستان گلچیدر

شهر: چناره (مریوان)

## جمعیت
بنابر سرشماری مرکز آمار ایران، جمعیت بخش سرشیو شهرستان مریوان در سال ۱۳۸۵ برابر با ۸۶۲۰ نفر بوده‌است.